# Brenton Tarrant
Một người Úc 28 tuổi được xác định là Brenton Harrison Tarrant bị buộc tội thực hiện vụ tấn công. Các báo cáo ban đầu chỉ ra "một cuộc tấn công đồng thời, nhiều lần", [55] nhưng sau đó chỉ có một nghi phạm duy nhất có liên quan. [56] [57] Anh ta bị cảnh sát bắt trên đường Brougham [58] 36 phút sau cuộc gọi khẩn cấp đầu tiên. [59] [60] Cảnh quay trên điện thoại di động cho thấy chiếc xe của anh ta đã bị một chiếc xe cảnh sát đâm vào lề đường trước khi anh ta bị bắt tại điểm súng. [61] [62] Thủ tướng Jacinda Ardern tuyên bố rằng Tarrant đã lên kế hoạch tiếp tục cuộc tấn công. [59]
Vào thời điểm bị tấn công, nơi cư trú của Tarrant là Vịnh Andersons, Dunedin. Ông đã từng làm huấn luyện viên cá nhân ở Grafton, New South Wales, từ năm 2009 đến năm 2011 [63] Khoảng năm 2012, anh bắt đầu đến thăm nhiều quốc gia ở châu Á và châu Âu. Chính quyền ở Bulgaria và Thổ Nhĩ Kỳ đang điều tra các chuyến thăm của ông tới các quốc gia tương ứng. [64] [65] Anh ta bị ám ảnh bởi các cuộc tấn công khủng bố do các phần tử Hồi giáo cực đoan gây ra vào năm 2016 và 2017 và bắt đầu lên kế hoạch cho một cuộc tấn công khoảng hai năm trước vụ xả súng và chọn mục tiêu trước ba tháng. [66] Các quan chức an ninh nghi ngờ anh ta đã tiếp xúc với các tổ chức cực hữu khoảng hai năm trước vụ nổ súng khi đến thăm các quốc gia châu Âu.

### Vũ khí
Theo Ardern, Tarrant có được giấy phép sử dụng súng vào tháng 11 năm 2017 và bắt đầu mua súng vào tháng sau. Cảnh sát đã thu hồi năm khẩu súng tại hiện trường - hai vũ khí bán tự động, hai khẩu súng ngắn và một khẩu súng hành động đòn bẩy. [68] Những khẩu súng và tạp chí được sử dụng được viết bằng văn bản màu trắng có tên các sự kiện lịch sử, con người và mô típ liên quan đến xung đột lịch sử, chiến tranh và trận chiến giữa người Hồi giáo và Kitô giáo châu Âu cũng như tên của các nạn nhân tấn công khủng bố Hồi giáo gần đây và tên của xa những kẻ tấn công phải như Josué Estébanez và Luca Traini. [69]